# 이준 (배우)
이준(본명: 이창선(李昌宣), 1988년 2월 7일~)은 대한민국의 가수 겸 배우이다. 본관은 전의 이씨다.

## 학력
- 탄천초등학교(졸업)
- 분당중학교(졸업)
- 서울예술고등학교 무용과(졸업)
- 한국예술종합학교 무용과(중퇴)
- 경희사이버대학교 정보통신문화학

## 생애
아이돌 출신 배우의 가장 모범적인 사례며 사실 제이튠에서 오디션을 봤던 것도 그렇고 원래는 배우 지망이었다.
MBC 특집 단막극 《주부 김광자의 제3활동》에 인기 아이돌 그룹의 리더 역으로 출연했고, 샐러리맨 초한지, 정글피쉬 2, 선녀가 필요해에도 출연하였다. 원래 배우를 꿈꿨던 만큼 연기에 대한 욕심이 많다.
김기덕 감독과 함께 강심장에 출연했을 때 감독의 오랜 팬이었으며 무명시절 영화에 출연하고 싶다고 감독에게 메일을 보냈던 등의 이야기를 하였고, 김기덕 감독도 호의를 보여서 김기덕이 각본을 쓰고 제작한 신연식 감독의 배우는 배우다에 주연으로 캐스팅되었다. 사실상 이준이 모두 이끌어가는 원탑 주연의 영화로 기자시사회 후에도 이준의 연기에 호평이 꽤 이어졌다.
아이리스 2에도 출연.
tvN 갑동이라는 드라마에서 사이코패스 살인마 류태오 역을 맡아 여기서도 엄청난 연기력을 보여주면서 소름끼치는 장면을 양산해냈다.
연기자 활동을 위해 엠블랙을 탈퇴한다. 
2014년 11월부터 미스터 백에서 최대한 역으로 출연했다.
2015년 1월 7일 프레인TPC와 전속계약을 체결했다.
2015년 드라마 《풍문으로 들었소》에서 한인상 역으로 출연하였는데, 제대로 된 찌질남 연기로 호평을 받았고, 같은 해 영화 《손님》에서도 섬뜩한 연기를 보여주어 호평을 받았다.
2016년 드라마 《뱀파이어 탐정》에서 윤산 역을 맡았으며, 연 이어 드라마 《캐리어를 끄는 여자》에서 변호사 마석우 역으로 출연했다. 같은 해 영화 《럭키》에서 뜻밖의 일로 전혀 다른 삶을 살게 된 가난한 단역배우인 윤재성 역을 맡아 유해진과 호흡을 맞추었다. 2017년 드라마 《아버지가 이상해》에서 발연기를 하는 재미교포이며 아이돌 출신 배우인 안중희 역을 맡았다.
2019년 SBS 파워FM 이준의 영스트리트를 현재 진행 중이다.

## 연기 활동

### 드라마
| 연도 | 방송사    | 제목                              | 역할             | 비고      |
| ---- | --------- | --------------------------------- | ---------------- | --------- |
| 2008 | MBC       | 그분이 오신다                     | 이재용 친구      | 97부작    |
| 2010 | MBC       | 주부 김광자의 제3활동             | 진               | 단막극    |
| 2010 | KBS2      | 정글피쉬 2                        | 안바우           | 8부작     |
| 2012 | SBS       | 샐러리맨 초한지                   | 백여치 남자친구  | 특별 출연 |
| 2012 | SBS       | 유령                              | 행인             | 특별 출연 |
| 2012 | 채널A     | K-팝 최강 서바이벌                | 이준             | 특별 출연 |
| 2012 | KBS2      | 선녀가 필요해                     | 이준             | 100부작   |
| 2013 | KBS2      | 아이리스 2                        | 윤시혁           | 20부작    |
| 2014 | tvN       | 갑동이                            | 류태오           | 20부작    |
| 2014 | MBC       | 미스터 백                         | 최대한           | 16부작    |
| 2015 | SBS       | 피노키오                          | FAMA             | 특별 출연 |
| 2015 | SBS       | 풍문으로 들었소                   | 한인상           | 30부작    |
| 2015 | KBS2      | KBS 드라마 스페셜 - 귀신은 뭐하나 | 구천동           | 단막극    |
| 2016 | OCN       | 뱀파이어 탐정                     | 윤산             | 12부작    |
| 2016 | MBC       | 캐리어를 끄는 여자                | 마석우           | 16부작    |
| 2017 | KBS2      | 아버지가 이상해                   | 안중희 / 변중희  | 52부작    |
| 2021 | tvN       | 불가살                            | 옥을태           | 16부작    |
| 2021 | 넷플릭스  | 고요의 바다                       | 류태석           |           |
| 2022 | KBS2      | 붉은 단심                         | 이태             | 16부작    |
| 2023 | SBS       | 7인의 탈출                        | 민도혁           | 17부작    |
| 2024 | SBS       | 7인의 부활                        | 민도혁           | 16부작    |
| 2024 | JTBC      | 놀아주는 여자                     | 고은하의 맞선 남 | 특별출연  |
| 2025 | TV CHOSUN | 너 없이 못살아                    | 백태랑           | 20부작    |

### 영화
| 연도 | 제목                | 역할        | 비고                        |
| ---- | ------------------- | ----------- | --------------------------- |
| 2009 | 닌자 어쌔신         | 10대 라이조 |                             |
| 2011 | 정글피쉬 2 극장판   | 안바우      | 드라마〈정글피쉬 2〉 극장판 |
| 2011 | 노미오와 줄리엣     | 노미오      | 한국어 더빙                 |
| 2013 | 아이리스 2: 더 무비 | 윤시혁      | 드라마〈아이리스 2〉 극장판 |
| 2013 | 배우는 배우다       | 오영        |                             |
| 2015 | 손님                | 남수        |                             |
| 2016 | 서울역              | 기웅        | 애니메이션 더빙             |
| 2016 | 럭키                | 윤재성      |                             |

## 연기 외 활동

### 예능
- MBC 에브리원 《아이돌 군단의 떴다! 그녀 시즌5》
- 《작업의 정석》
- KBS2 《스타 골든벨》
- QTV 《순위 정하는 여자》 31회 ~ 34회
- KBS2 《백점만점》
- MBC 《무한도전》 289회, 290회, 473회, 474회, 480회 ~ 482회
- MBC 《우리 결혼했어요》
- 엠넷 《엠카운트다운》 MC
- JTBC 《아는 형님》 63회
- 2014년 6월 18일 KBS2 《뮤직뱅크 인 브라질》 MC
- JTBC 《아는 형님》 243회
- SBS 《런닝맨》 675회
- KBS2 《1박 2일》 고정
- KBS2 《싱크로유》 게스트
- KBS2 《2024 KBS 연예대상》 MC
- 유튜브 《집대성》 게스트

### 라디오
- SBS 파워 FM 《이준의 영스트리트》 DJ

### 뮤직 비디오
| 연도 | 가수   | 제목                                      | 비고 |
| ---- | ------ | ----------------------------------------- | ---- |
| 2010 | 간미연 | 〈미쳐가〉                                |      |
| 2011 | 케이윌 | 〈가슴이 뛴다〉, 〈입이 떨어지지 않아서〉 |      |
| 2011 | 현아   | 〈Bubble Pop!〉                           |      |
| 2014 | 에일리 | 〈노래가 늘었어〉                         |      |

### 앨범
| 발매일           | 앨범명            | 장르   | 발매사   | 비고     |
| ---------------- | ----------------- | ------ | -------- | -------- |
| 2017년 10월 18일 | 내가 주고 싶은 건 | 발라드 | 지니뮤직 | 싱글앨범 |

## 수상 및 후보
| 연도 | 시상식                     | 부문                                       | 작품               | 결과 |
| ---- | -------------------------- | ------------------------------------------ | ------------------ | ---- |
| 2013 | KBS 연기대상               | 남자 신인연기상                            | 아이리스 2         | 후보 |
| 2014 | 제1회 들꽃영화상           | 신인배우상                                 | 배우는 배우다      | 수상 |
| 2014 | 제1회 들꽃영화상           | 남우주연상                                 | 배우는 배우다      | 후보 |
| 2014 | 제50회 백상예술대상        | 영화부문 남자 신인연기상                   | 배우는 배우다      | 후보 |
| 2014 | 제7회 코리아 드라마 어워즈 | 남자 신인연기상                            | 갑동이             | 후보 |
| 2014 | 제23회 부일영화상          | 신인 남자연기상                            | 배우는 배우다      | 후보 |
| 2014 | MBC 연기대상               | 남자 신인연기상                            | 미스터 백          | 후보 |
| 2015 | 제51회 백상예술대상        | TV부문 남자 신인연기상                     | 풍문으로 들었소    | 후보 |
| 2015 | 제1회 신스틸러 페스티벌    | 신스틸러상                                 | 빈칸               | 수상 |
| 2015 | 제8회 코리아 드라마 어워즈 | 남자 우수연기상                            | 풍문으로 들었소    | 수상 |
| 2015 | 제4회 에이판 스타 어워즈   | 장편드라마부문 남자 우수연기상             | 풍문으로 들었소    | 수상 |
| 2016 | MBC 연기대상               | 특별기획부문 남자 우수연기상               | 캐리어를 끄는 여자 | 후보 |
| 2017 | KBS 연기대상               | 장편드라마부문 남자 우수연기상             | 아버지가 이상해    | 후보 |
| 2022 | KBS 연기대상               | 베스트 커플상 (with 강한나)                | 붉은 단심          | 수상 |
| 2022 | KBS 연기대상               | 미니시리즈 부문 남자 우수연기상            | 붉은 단심          | 수상 |
| 2023 | SBS 연기대상               | 미니시리즈 장르&액션 부문 남자 우수 연기상 | 7인의 탈출         | 수상 |
| 2024 | KBS 연예대상               | 쇼&버라이어티 부문 남자 우수상             | 1박 2일            | 수상 |
| 2024 | SBS 연기대상               | 시즌제 드라마 부문 남자 우수연기상         | 7인의 부활         | 후보 |